# Koniv, Starîi Sambir
Koniv (în ucraineană Конів) este localitatea de reședință a comunei Koniv din raionul Starîi Sambir, regiunea Liov, Ucraina.

## Demografie
Componența lingvistică a localității Koniv
     Ucraineană (99,63%)
     Alte limbi (0,37%)
Conform recensământului din 2001, majoritatea populației localității Koniv era vorbitoare de ucraineană (99,63%), existând în minoritate și vorbitori de alte limbi.